# Dactylolabis sohiyi
Dactylolabis sohiyi är en tvåvingeart som beskrevs av George W. Byers och Rossman 2003. Dactylolabis sohiyi ingår i släktet Dactylolabis och familjen småharkrankar. Inga underarter finns listade i Catalogue of Life.